# Bataille de Hill's Plantation
Guerre de Sécession
Batailles
Théâtre oriental
- Virginie-occidentale
- Manassas
  - 1re Bull Run
- 1re Virginie Septentrionale
- Burnside Expedition
- Péninsule
- Sept Jours
  - Gaines's Mill
  - Malvern Hill
- 1re Shenandoah valley
- 2de Virginie Septentrionale
  - 2de Bull Run
- Maryland
  - Antietam
- Fredericksburg
- Tidewater
- Chancellorsville
  - Chancellorsville
- Pennsylvanie
  - Gettysburg
- Bristoe
- Mine Run
- Campagne terrestre
  - Wilderness
  - Spotsylvania
  - Cold Harbor
- Bermuda Hundred
- 2de Shenandoah valley
  - Opequon
  - Cedar Creek
- Petersburg
- 1re Wilmington
- 2de Wilmington
- Appomattox
  - 3e Petersburg
  - Sayler's Creek
  - Appomattox C.H.

Théâtre occidental
- East Kentucky
- Shiloh
  - Fort Henry
  - Fort Donelson
  - Shiloh
- Kentucky
- Raid de Newburgh
  - Perryville
- Stones River
  - Murfreesboro
- Vicksburg
  - Champion Hill
  - Vicksburg
- Raid de Morgan
- Raid de Hines
- Tullahoma
- Chickamauga
- Chattanooga
- Knoxville
- Raid Forrest
- Atlanta
- Franklin-Nashville
- Savannah
- Carolines
  - Bentonville
- Raid de Wilson

Théâtre Trans-Mississippi
- Arizona confédéré
  - 1re Messilla
- Missouri
  - Wilson's Creek
- Territoire indien
- Trail of Blood on Ice
- Nouveau-Mexique
- Boston Mountains
- Pea Ridge
- 1re Texas
- Little Rock
- 2de Texas
- Camden
- Red River
- Raid de Price
- Palmito Ranch

Théâtre du bas littoral et approche du golfe
- Fort Sumter
- Blocus de l'Union
- 1re Bayou Teche
- Mississippi valley
  - Port Hudson
- Charleston
- 2de Bayou Teche
- Mobile Bay
- Mobile

La bataille de Hill's Plantation (aussi appelée bataille de Cotton Plant ou bataille de Cache River) s'est déroulée le 7 juillet 1862, dans le comté de Woodruff, Arkansas, pendant la guerre de Sécession.
Pendant l'été 1862, le major général de l'Union Samuel R. Curtis prévoit de déplacer son armée vers Helena, Arkansas, à la recherche de ravitaillement pour remplacer celui qui lui a été promis mais jamais livré par la marine US. Les confédérés font une escarmouche avec les troupes de l'Union alors que les fédéraux marchent vers le sud le long de la White River en direction de la flottille de ravitaillement qui attend à Clarendon. Le 7 juillet 1862, le major général confédéré Thomas C. Hindman ordonne au brigadier général Albert Rust de les arrêter à la Cache River. Rust se déplace trop lentement, aussi les éléments avancés de sa force ne peuvent frapper qu'à 6,4 kilomètres (4 miles) au sud de la plantation de Parley Hill près de Cotton Plant. L'infanterie, en infériorité numérique, de l'Illinois et du Wisconsin commandée par le colonel Charles E. Hovey repousse les attaques répétées et mal organisées des deux régiments de cavalerie du Texas par le colonel confédéré William H. Parsons. Les confédérés s'enfuient lorsque les renforts fédéraux arrivent. Le 8 juillet 1862, le 2nd Wisconsin Cavalry, sous le commandement du nouvellement promu brigadier général Cadwallader C. Washburn, poursuit les confédérés jusqu'à la Cache River, détruisant deux ferry-boats et faisant plusieurs prisonniers.
Curtis se dirige vers Clarendon, seulement pour trouver que la flottille est partie le jour précédent. Il tourne vers l'est en direction d'Helena et l'occupe le 12 juillet 1862. Les forces fédérales contrôlent la ville pour le reste de la guerre. Toutefois, Hindman, malgré la défaite subie, reste entre Curtis et Little Rock, son objectif.

## Champ de bataille actuel
La bataille de Cotton Plant, répertorié comme l'un des 384 champs de bataille principaux par la Civil War Sites Advisory Commission en 1993, a une signification régionale/nationale parce qu'elle a une influence visible sur l'issue de la campagne de Vicksburg. La victoire de l'Union permet aux forces fédérales de se déplacer vers Helena et occuper cette ville stratégique sur le fleuve Mississippi pour le reste de la guerre Sécession.